# Plodopitomnik
Plodopitomnik (russisch Плодопитомник) ist ein Dorf (posjolok) in Südrussland. Es gehört zur Republik Adygeja und hat 91 Einwohner (Stand 2019). Im Ort gibt es 1 Straße. Plodopitomnik liegt 14 km nordwestlich von Koshekhabl (dem Verwaltungszentrum des Bezirks) auf der Straße. Nowoaleksejewski ist der nächstgelegene ländliche Ort.